# Melissa Ponzio
Melissa Ponzio (Nova Iorque, 3 de agosto de 1972) é uma atriz. Ela é conhecida por interpretar a enfermeira Melissa McCall, a mãe do lobisomem alfa Scott McCall (interpretado por Tyler Posey) na série de televisão Teen Wolf, lançada nos Estados Unidos em 2011 pela MTV.

## Séries de TV
| Ano       | Título                         | Papel                | Notas                                             |
| --------- | ------------------------------ | -------------------- | ------------------------------------------------- |
| 2003-2004 | One Tree Hill                  | Alice                | Episódios: "Spirit in the Night", "Are You True?" |
| 2007-2008 | Army Wives                     | Angie                | Personagem recorrente: 11 episódios               |
| 2009      | Drop Dead Diva                 | Salette Garner       | Episódio: "Do Over "                              |
| 2009      | Army Wives                     | Angie                | Episódio: "Family Readiness"                      |
| 2009      | The Vampire Diaries            | Daphne               | Episódio: "The Turning Point" (S1E10)             |
| 2010      | CSI: Crime Scene Investigation | Sasha Katsaros       | Episódio: "The Panty Sniffer"                     |
| 2011      | CSI: Miami                     | Kathy Jennings       | Episódio: Crowned                                 |
| 2011-2017 | Teen Wolf                      | Melissa McCall       | Elenco principal                                  |
| 2013      | The Walking Dead               | Karen                | Personagem recorrente: 3ª e 4ª temporada          |
| 2013      | The Following                  | Detetive Joan Garcia | Episódio: Piloto                                  |
| 2014      | Chicago Fire                   | Donna Robbins-Boden  | Personagem recorrente                             |